# Přelouč (nádraží)
Přelouč je železniční stanice ve stejnojmenném městě v okrese Pardubice v Pardubickém kraji, na levém břehu nedaleké řeky Labe. Leží na železničních tratích Praha – Česká Třebová a Přelouč–Prachovice.

## Historie
První staniční budova byla vystavěna jakožto trojkolejná stanice III. třídy, jež byla součást železnice z Olomouce do Prahy (Severní státní dráhy). Slavnostní vlak tudy projel 20. srpna 1845 za osobního řízení spoluautora návrhu trati inženýra Jana Pernera. Návrh původně empírové budovy je připisován, stejně jako u všech stanic na této trase, architektu Antonu Jünglingovi (později byla nahrazena budovou novou). Železnice dopomohla městu k dalšímu hospodářskému rozvoji, spolu s výstavbou císařské silnice. Severní státní dráha byla roku 1854 privatisována a provozovatelem se stala Rakouská společnost státní dráhy (StEG), která pak 15. února 1882 zprovoznila i trať vedoucí z Přelouče přes Heřmanův Městec do Prachovic.
Po zestátnění StEG v roce 1908 pak obsluhovala stanici jedna společnost, Císařsko-královské státní dráhy (kkStB), po roce 1918 pak správu přebraly Československé státní dráhy.
Roku 1957 byla do stanice dovedena elektrická trakční soustava 3 kV stejnosměrného proudu.

## Popis
Stanicí prochází První železniční koridor, leží na trase 4. panevropského železničního koridoru. Nachází se zde ostrovní nástupiště s podchodem. Expresní spoje mohou stanicí projíždět rychlostí až 160 km/h, nádražní provoz je staničním zabezpečovacím zařízením ESA 44, které je řízeno dálkově z Centrálního dispečerské pracoviště Praha.